# Jack Cork
Jack Frank Porteous Cork (London, Anglia, 1989. június 25. –) angol labdarúgó, aki jelenleg a Burnleyben játszik középpályásként.

## Pályafutása

### Chelsea
Cork kilencéves korában csatlakozott a Chelsea ifiakadémiájához, ahol később csapatkapitánya lett az ifi- és tartalékcsapatnak is. A 2006-07-es szezon során kétszer is kölcsönadták a Bournemouth-nak. 2007 nyarán részt vett a Chelsea első csapatának amerikai felkészülési túráján. Július 14-én, a Club América ellen lépett pályára először. A felkészülési időszak nagy részében balhátvédként szerepelt. A 2007-08-as idényt kölcsönben a másodosztályú Scunthorpe Unitednél töltötte. 34 bajnokin kapott lehetőséget, és az évad végén megválasztották a szezon legjobbjának a csapatnál. Első gólját 2007. november 27-én, a Coventry City ellen szerezte, majd 2008. március 1-jén is eredményes volt, szintén a Coventry ellen.
2008 augusztusában 2009. január 1-jéig kölcsönvette Corkot, akit a Sheffield Wednesday és az Aberdeen is szeretett volna megszerezni. 2009 januárjában a szezon végéig kölcsönben a Watfordhoz igazolt. Január 24-én, egy Crystal Palace elleni FA Kupa-meccsen szerezte első gólját a csapatban. Augusztus 21-én új, három évre szóló szerződést írt alá a Chelsea-vel, majd még ugyanazon a napon az év végéig kölcsönvette a Coventry City.
2010. február 1-jén a szezon végéig kölcsönben a Premier League-ben szereplő Burnleyhez igazolt. A Fulham ellen mutatkozott be az élvonalban. Február 21-én, az Aston Villa ellen 5-2-re elvesztett találkozón gólpasszt adott. Első gólját május 9-én, a Tottenham Hotspur 4-2-es legyőzése során szerezte, egy fejesből. Édesapja egy nappal korábban egy interjúban elárulta, hogy fia a szezon végén távozni szeretne a Chelsea-től, és hajlandó lenne akár egy másodosztályú csapathoz is igazolni. Augusztus 8-án a londoni klub bejelentette, hogy kész eladni Corkot egy 2 millió font körüli összegért. Négy nappal később azonban kölcsönben visszatért a Burnleyhez, a teljes 2010-11-es szezonra.

### Southampton
2011. július 7-én ismeretlen összeg ellenében a Southamptonhoz szerződött. Azonnal alapemberévé vált a csapatnak, ő volt az egyetlen, aki a klub minden bajnokiján pályára lépett a 2011-12-es szezonban, hozzásegítve csapatát a második helyhez és a feljutáshoz a Premier League-be. A következő idény első néhány mérkőzését egy bokasérülés miatt ki kellett hagynia. 2013. október 26-án, a Fulham ellen 100. alkalommal lépett pályára bajnoki meccsen a Southamptonban. 2014. augusztus 26-án, a Millwall ellen megszerezte első gólját a csapatban, egy Ligakupa-mérkőzésen. Szeptember 14-én, a Newcastle United ellen a bajnokságban is eredményes volt. Október 18-án, a Sunderland 8-0-s legyőzéséből is góllal vette ki a részét.

### Swansea City
2015. január 30-án három és fél éves szerződést írt alá a Swansea Cityvel. Egyes értesülések szerint új csapata körülbelül 3 millió fontot fizetett érte. Április 25-én, a Newcastle United ellen szerezte első gólját a csapatban. 2016. május 1-jén ő is betalált, amikor a Swansea meglepetésre 3-1-re legyőzte a Liverpoolt.

### A válogatottban
Cork az U19-es angol válogatottban 2007 májusában, Csehország ellen debütált. Csapatkapitánya volt annak a csapatnak, mely részt vett a 2008-as U19-es Eb-n. Az U21-es válogatottal részt vett a 2011-es U21-es Eb-n.
2012. július 2-án Cork bekerült a 2012-es nyári olimpiára készülő brit válogatott keretébe. Július 20-án, Brazília ellen mutatkozott be.